# Snowdenia
Snowdenia é um género botânico pertencente à família Poaceae.